# التقدمية (حزب)
التقدمية كانت تحالفًا حزبيًا إسبانيًا تم تشكيله بواسطة حزب PSM و الاتحاد اليساري والحزب الاخضر والحزب الجمهوري في اقليم كاتالونيا عام 2004 في الانتخابات العامة في جزر البليار.